# Ramon Guico III
Ramon "Mon-Mon" Guico III (Quezon City, 19 maart 1975) is een Filipijnse politicus. Guico werd in 2022 gekozen tot gouverneur van de provincie Pangasinan. Daarvoor was hij van 2019 tot 2022 lid van het Filipijns Huis van Afgevaardigden en was hij van 2010 tot 2019 burgemeester van Binalonan.

## Biografie
Ramon Guico III werd geboren op 19 maart 1975 in Quezon City. Hij is een zoon van Arlyn Grace Velicaria en Ramon Guico jr., voormalig burgemeester en afgevaardigde van Pangasinan. Na zijn middelbare schoolopleiding aan de Ateneo de Manila University behaalde Guico een Bachelor-diploma Filosofie aan de University of the Philippines. Na het voltooiden van zijn Master-opleiding aan dezelfde onderwijsinstelling behaalde hij zijn Doctoraat Bestuurskunde aan de Ramon Magsaysay School of Government. Nadien behaalde hij nog een Master of Science Luchtvaart aan Pamantasan ng Maynila en studeerde hij nog aan de Embry–Riddle Aeronautical University in Singapore. Guico behaalde ook een vliegbrevet en richtte in 2005 de vliegschool WCC Aviation op met als thuisbasis het vliegveld van Binalonan in de provincie Pangasinan.
Guico was van 2007 tot 2010 viceburgemeester van Binalonan. Aansluitend won hij in 2010, 2013 en 2015 drie opeenvolgende termijnen als burgemeester van deze plaats. Bij de verkiezingen van 2019 werd hij namens het 5e kiesdistrict van Pangasinan gekozen in het Filipijns Huis van Afgevaardigden. Hij versloeg bij deze verkiezingen de zittende afgevaardigde Amado Espino jr.. Bij de verkiezingen van 2022 werd Guico gekozen tot gouverneur van Pangasinan. Bij dezelfde verkiezingen kozen de kiezers van het 5e kiesdistrict van Pangasinan zijn vader tot afgevaardigde in het Huis.
Guico is getrouwd met Maan Tuazon en samen kregen ze vier kinderen.